# Liste der Beiträge für den besten fremdsprachigen Film für die Oscarverleihung 1967
Die folgenden 19 Filme, alle aus verschiedenen Ländern, waren Vorschläge in der Kategorie Bester fremdsprachiger Film für die Oscarverleihung 1967. Die hervorgehobenen Titel waren die fünf letztendlich nominierten Filme, welche aus den Ländern Frankreich, Italien, Polen, Jugoslawien und Tschechoslowakei stammen. Der Oscar ging an das romantische Drama Ein Mann und eine Frau, welches Frankreich repräsentierte. Der Film gewann auch den Preis für das Beste Originaldrehbuch.
Zum ersten Mal wurde ein Vorschlag aus Rumänien in dieser Kategorie eingereicht.

## Beiträge
| Land             | Deutscher Verleihtitel         | Sprache(n)            | Originaltitel                  | Regisseur(e)        | Ergebnis        |
| ---------------- | ------------------------------ | --------------------- | ------------------------------ | ------------------- | --------------- |
| Ägypten          | Al-Kahira 30                   | Arabisch              | القاهرة 30 (Al-Kahira 30)      | Salah Abu Seif      | Nicht Nominiert |
| Dänemark         | Hunger                         | Dänisch               | Sult                           | Henning Carlsen     | Nicht Nominiert |
| BR Deutschland   | Der junge Törless              | Deutsch               | Der junge Törless              | Volker Schlöndorff  | Nicht Nominiert |
| Frankreich       | Ein Mann und eine Frau         | Französisch           | Un homme et une femme          | Claude Lelouch      | Gewonnen        |
| Griechenland     | Dama Spathi                    | Griechisch            | Ντάμα σπαθί (Dama Spathi)      | George Skalenakis   | Nicht Nominiert |
| Hongkong         | Das Schwert der gelben Tigerin | Mandarin              | 大醉俠 (Da zui xia)            | King Hu             | Nicht Nominiert |
| Indien           | Amrapali                       | Hindi                 | Amrapali                       | Lekh Tandon         | Nicht Nominiert |
| Israel           | Shnei Kuni Leml                | Hebräisch             | שני קוני למל (Shnei Kuni Leml) | Israel Becker       | Nicht Nominiert |
| Italien          | Schlacht um Algier             | Französisch, Arabisch | La Battaglia di Algeri         | Gillo Pontecorvo    | Nominiert       |
| Japan            | Umi no Koto                    | Japanisch             | 湖の琴 (Umi no Koto)           | Tomotaka Tasaka     | Nicht Nominiert |
| Jugoslawien      | Drei                           | Serbokroatisch        | Tri                            | Aleksandar Petrović | Nominiert       |
| Mexiko           | Schwarzer Sturm                | Spanisch              | Viento negro                   | Servando González   | Nicht Nominiert |
| Polen            | Pharao                         | Polnisch              | Faraon                         | Jerzy Kawalerowicz  | Nominiert       |
| Rumänien         | Der Aufstand                   | Rumänisch             | Răscoala                       | Mircea Mureșan      | Nicht Nominiert |
| Schweden         | Persona                        | Schwedisch            | Persona                        | Ingmar Bergman      | Nicht Nominiert |
| Südkorea         | Ssal                           | Koreanisch            | 쌀 (Ssal)                      | Shin Sang-ok        | Nicht Nominiert |
| Taiwan           | Ya nu qing xin                 | Mandarin              | 哑女情深 (Ya nu qing xin)      | Hsing Lee           | Nicht Nominiert |
| Tschechoslowakei | Die Liebe einer Blondine       | Tschechisch           | Lásky jedné plavovlásky        | Miloš Forman        | Nominiert       |
| Ungarn           | Die Hoffnungslosen             | Ungarisch             | Szegénylegények                | Miklós Jancsó       | Nicht Nominiert |